# Sabin Carr
Sabin William Carr, ameriški atlet, * 4. september 1904, Dubuque, Iowa, ZDA, † 12. september 1983, Ventura, Kalifornija, ZDA.
Carr je nastopil na Poletnih olimpijskih igrah 1928 v Amsterdamu, kjer je osvojil naslov olimpijskega prvaka v skoku ob palici. 27. maja 1927 je z višino 4,27 m postavil svetovni rekord v skoku ob palici. Veljal je do aprila 1928, ko ga je izboljšal Lee Barnes. 